# Denis Šafařík
Denis Šafařík (* 8. března 1994 Vrchlabí) je český herec. Do širšího povědomí veřejnosti se poprvé dostal v roli kouzelníka Žita v pohádce Kouzelník Žito (2018) režiséra Zdeňka Zelenky.
Už od dětství se chtěl věnovat herectví. Sedm let se věnoval klasickému tanci a baletu, které začal studovat na konzervatoři v Praze, ale kvůli problémům s kyčlemi musel studium ukončit. V 19 letech rok studoval divadelní herectví v USA. Pak se vrátil do Česka, dodělal si maturitu a odjel na dva roky do Německa, kde se živil jako uklízeč pokojů v hotelovém resortu. Nakonec se opět vrátil do Česka a začal studovat na Divadelní fakultě Akademii múzických umění v Praze, obor Herectví alternativního a loutkového divadla. Studium dokončil.

## Filmografie
- Zlatá rybka (2018) – studentský film
- Věčně tvá nevěrná (2018)
- Kouzelník Žito (2018)
- Jan Palach (2018)
- Zločiny Velké Prahy (2021)
- Pan profesor (2021) – TV seriál
- Tvoje tvář má známý hlas (2022) – účinkující
- Král Šumavy (2022) – seriál
- Země zločinu (2022) – seriál
- Vědma (2023) – miniseriál